# Cooperación de Defensa de Europa Central
La Cooperación de Defensa de Europa Central (CEDC) es una colaboración militar formada por los Estados centroeuropeos de Austria, Chequia, Croacia, Eslovaquia, Eslovenia y Hungría. Polonia tiene el estatus de observador en este marco de cooperación.
El objetivo conjunto es mejorar la cooperación en materia de defensa, incluida la puesta en común y el intercambio de capacidades de defensa de los países miembros y la organización de entrenamientos y ejercicios comunes. Desde la crisis migratoria europea de 2015-2016, la cooperación se ha centrado también en la gestión de migraciones masivas.
La CEDC se creó en 2010. Todos sus miembros son también miembros de la Unión Europea y todos, excepto Austria, forman parte de la OTAN. 

## Historia
La formación del grupo comenzó a finales de 2010 y la primera reunión de ministros de Defensa tuvo lugar en junio de 2012 en Frauenkirchen (Austria).
Del 31 de marzo al 1 de abril de 2016, se celebró en Viena una conferencia de ministros de Defensa de los Estados miembros de la CEDC, así como de Polonia, Serbia, Macedonia del Norte y Montenegro. El tema central fue la crisis migratoria europea. Alemania y Grecia también fueron invitadas, pero no participaron. Se adoptó una iniciativa conjunta para asegurar las fronteras exteriores, un cierre continuado de la ruta de los Balcanes y la aplicación de medidas de asentamiento de los migrantes llegados con anterioridad a la crisis.
El 19 de junio de 2017, los seis países se comprometieron en Praga a cooperar más estrechamente en la lucha contra la inmigración ilegal, incluido el uso de fuerzas armadas. Entre los objetivos del grupo está que todos los migrantes que quieran solicitar asilo en cualquier país de la UE lo hagan desde fuera del bloque. Los países están trabajando en el plan de acción conjunto, que distribuirá tareas entre los ejércitos, las fuerzas policiales y otras organizaciones de los miembros cuando sea necesaria una respuesta común.
En septiembre de 2017, el grupo organizó un ejercicio militar conjunto en Allentsteig (Austria) centrado en fortificar las fronteras contra la migración masiva.